# Patrick Robeet
Patrick Robeet (Leuven, 10 oktober 1964) is een Belgisch voormalig wielrenner. Hij reed voor onder meer Lotto en Buckler. Robeet behaalde geen professionele overwinningen. Hij is de vader van Ludovic Robeet, die eveneens actief is als professioneel wielrenner.

## Grote rondes
| Jaar | Ronde van Italië | Ronde van Frankrijk | Ronde van Spanje |
| ---- | ---------------- | ------------------- | ---------------- |
| 1988 |                  |                     |                  |
| 1989 |                  | 51e                 |                  |
| 1990 |                  | 36e                 |                  |
| 1991 |                  |                     |                  |
| 1992 |                  |                     |                  |
| 1993 |                  |                     |                  |

## Klassiekers
| Jaar | Milaan-San Remo | Ronde van Vlaanderen | Parijs-Roubaix | Amstel Gold Race | Luik-Bast.‑Luik | Ronde van Lombardije | Parijs-Tours |  | Wereldranglijsten |
| ---- | --------------- | -------------------- | -------------- | ---------------- | --------------- | -------------------- | ------------ |  | ----------------- |
| 1988 |                 |                      |                |                  |                 | 30e                  |              |  |                   |
| 1989 |                 |                      |                | 93e              | 23e             | 6e                   | 53e          |  |                   |
| 1990 |                 |                      |                |                  |                 |                      |              |  |                   |
| 1991 |                 |                      |                |                  | 113e            | 40e                  |              |  |                   |
| 1992 |                 |                      |                |                  |                 |                      |              |  |                   |
| 1993 |                 |                      |                |                  | 100e            |                      |              |  |                   |

Wielerploegen van Patrick Robeet
Bomans · De Clercq · Deneut · Dernies · Goessens · Houdart · Lurquin · Mannaerts · Robeet · Roes · Van De Vijver ·  Van Eynde ·  Van Itterbeeck ·  Vekemans ·  Verdonck ·  Willems
Achermann ·
Bomans ·
Brasseur ·
Breu ·
Dauwe ·
Dernies · 
Diem ·
F. Dierickx ·
M. Dierickx ·
Ducrot ·
Goessens ·
Küttel ·
Pauwels · 
Robeet ·
Scharmin ·
Schönenberger ·
Van De Vel ·
A. van der Poel ·
J. van der Poel ·

Verbeeck ·
Wegmüller ·
Wijnands
Achermann ·
Bomans ·
Brasseur ·
Breu ·
Dauwe ·
Dernies · 
Diem ·
Dierickx ·
Goessens ·
Küttel ·
Lapage ·
Pauwels · 
Robeet ·
Steinmann ·
Van De Vel (tot 28/02) ·
A. van der Poel ·
J. van der Poel ·
Wegmüller ·
Farazijn (stagiair) ·
Nelissen (stagiair)
De Clercq ·
De Keulenaer ·
Eijk ·
Goense ·
van der Hulst ·
Kokkelkoren ·
Maassen ·
Mulders ·
Nijdam ·
Poels ·
Rayner ·
Robeet ·
Rooks · 
Segers ·
Solleveld ·
Tolhoek ·
Vanderaerden ·
E. Van Hooydonck ·
G. Van Hooydonck ·

Veenstra ·
de Vries ·
Winnen ·
Zuijderwijk ·
Daelman (stagiair) ·
Remijn (stagiair) ·
Saey (stagiair) 
Daelman ·
De Clercq ·
De Keulenaer ·
Dekker ·
Kokkelkoren ·
Maassen ·
Mulders ·
Nijdam ·
Poels ·
Robeet ·
Rooks · 
Segers ·
Solleveld ·
Vanderaerden ·
E. Van Hooydonck ·
G. Van Hooydonck ·
Veenstra ·

de Vries ·
Zuijderwijk ·
Heirewegh (stagiair) 